# Heinz-Joachim Rothenburg
Heinz-Joachim Rothenburg (República Democrática Alemana, 9 de abril de 1944) fue un atleta alemán especializado en la prueba de lanzamiento de peso, en la que consiguió ser subcampeón europeo en 1971.

## Carrera deportiva
En el Campeonato Europeo de Atletismo en Pista Cubierta de 1970 ganó la plata en lanzamiento de peso, llegando hasta los 19.70 metros, tras su compatriota Hartmut Briesenick (oro con 20.22 metros)
Al año siguiente, en el Campeonato Europeo de Atletismo de 1971 ganó la medalla de plata en el lanzamiento de peso, llegando hasta los 20.47 metros, siendo superado por el también alemán Hartmut Briesenick que con 21.08 metros batió el récord de los campeonatos, y por delante del polaco Władysław Komar (bronce con 20.04 m).